# 페르가나주 (러시아 제국)

페르가나주의 문장

페르가나주의 지도

페르가나주(러시아어: Ферганская область)는 1876년부터 1918년까지 존재했던 주로 주도는 스코벨레프(현 페르가나)이며 면적은 160,141km2, 인구는 1,572,214명(1897년 기준)이다. 현재의 우즈베키스탄, 키르기스스탄, 타지키스탄에 걸쳐 있었다.